# Rachel Traets
Rachel Traets (nascida em 16 de agosto de 1998), é uma cantora holandesa. Traets vive em Wouw, uma pequena aldeia no sudoeste dos Países Baixos.
Em outubro de 2011 ela ganhou Junior Songfestival 2011 com a canção "Ik ben een teenager" (em português: "Eu sou um Adolescente"). Ela foi selecionada para representar o seu país no Festival Eurovisão da Canção Júnior 2011, em Yerevan, Armênia. Poucas semanas depois, o título de "Ik ben een Teenager" foi reduzido a "Teenager", que foi o título oficial para a participação holandesa.

## Discografia

### Álbuns
- Teenager

### Singles
- "Ik ben een teenager"[6]
- "Never Nooit"[6]
- "Nanana"
- "Als Jij Maar Bij Me Bent"